# Arbetets söner

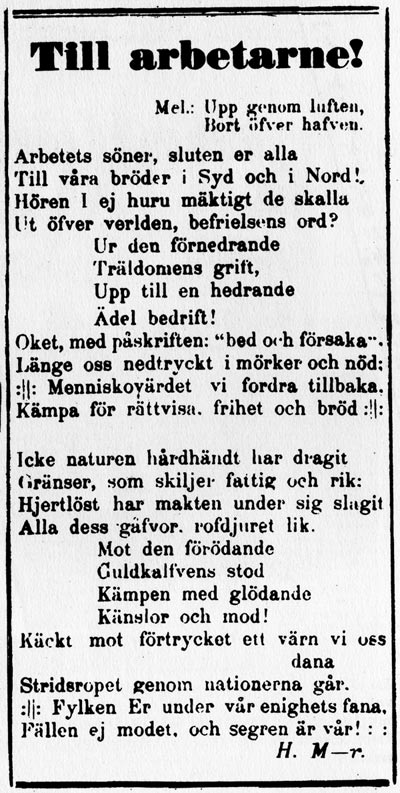
Arbetets söner.
Första publiceringen i Social-Demokraten den 25 september 1885

Arbetets söner är en av den svenska arbetarrörelsens äldsta och främsta sånger.
Texten skrevs av Henrik Menander, som av den i Köpenhamn verksamma Foreningen for Socialismens Fremme i Sverrig fick uppdraget att skriva en sång, som skulle sjungas vid föreningens utflykt till Malmö. Han skrev då Till arbetarne!, som snart kom att kallas Arbetets söner efter de första raderna.
Sångtexten delades ut till medlemmarna och sjöngs på utfärden den 2 augusti 1885, först på Öresundsbåten och senare i Kasinoträdgården i Malmö. Den går på melodin till den då vanliga skolsången Vindarnas kör med text av Atterbom. Kompositör var kantorn vid Lunds domkyrka Nils Peter Möller. Musiken har använts av både nykterhetsrörelsen och olika kristna samfund till andra texter, bland annat finns i en tidigare utgåva av Frälsningsarméns sångböcker en text som börjar Brusten är snaran.
Sången trycktes första gången i Social-Demokratens första provnummer den 25 september 1885 och den spreds även på flygblad som August Palm lät trycka och sålde på sina agitationsresor. Den blev snabbt populär och snart obligatorisk på arbetarmöten och demonstrationer.